# 板東久美子
板東 久美子（ばんどう くみこ、1954年4月25日 - ）は、日本の文部・文科官僚。公益社団法人セーブ・ザ・チルドレン・ジャパン理事、令和臨調運営幹事。
文部科学審議官、消費者庁長官、日本司法支援センター理事長、国立病院機構理事を歴任した。岡山県岡山市生まれ（出身が徳島県となっているプロフィールもある）。文部科学事務次官の山中伸一は入省同期。夫は元経産省官僚で、元日本貿易保険理事長の板東一彦。
≠== 略歴 ==
- 1973年3月 - 岡山県立岡山朝日高等学校卒業
- 1977年3月 - 東京大学法学部卒業
- 1977年4月 - 文部省入省
- 1994年8月 - 文部省学術国際局国際企画課教育文化交流室長
- 1995年4月 - 文部省生涯学習局婦人教育課長
- 1996年7月 - 文化庁文化部著作権課長
- 1998年10月 - 秋田県副知事[6]
- 1999年 - （大阪大学人間科学部非常勤講師 兼務）
- 2000年 - 文部省教育助成局財務課長
- 2001年 - 文部科学省高等教育局高等教育企画課長
- 2003年 - 文部科学省大臣官房人事課長
- 2004年 - 文部科学省大臣官房審議官（官房担当）
- 2006年7月 - 内閣府男女共同参画局長
- 2009年7月 - 文部科学省生涯学習政策局長
- 2012年1月 - 文部科学省高等教育局長
- 2013年7月 - 文部科学省文部科学審議官
- 2014年8月 - 消費者庁長官[7]
- 2016年8月 - 退官[8]、同庁顧問
- 2017年 日本司法支援センター理事
- 2018年 日本司法支援センター理事長
- 2018年 国立病院機構理事
- 2023年 人口戦略会議実務幹事
- 2025年 瑞宝重光章受章[9]

## 人物
- 2012年（平成24年）11月1日に大学設置・学校法人審議会が新設大学の認可を文部科学省に答申したが、翌2日に田中眞紀子文部科学大臣が秋田公立美術大学ほか2大学を不認可とすることを公表したときの高等教育局長[10]。世論・マスコミの反発が大きく、田中は6日後の同月8日に撤回したため、板東が認可状を手渡した[11]。田中はマスコミの取材に対し、就任間もない大臣（前月10月1日就任）が大学の認可・不認可という重要事項を自分の一存で決められるものではなく、事務方の意向に沿っただけであるとしている[12]。

- 小泉純一郎内閣の下で推し進められた司法制度改革で、同僚の合田隆史や、法務省の黒川弘務などとともに司法制度改革の実務を担った[13]。同改革の一環として誕生した日本司法支援センター（法テラス）の理事に2017年10月に就任、同団体初の法曹資格を持たない理事長として2018年4月に第5代理事長に昇格した[14]。